# Joey Lauren Adams
Joey Lauren Adams (født 9. januar 1968 i North Little Rock i Arkansas) er en amerikansk skuespillerinde, der medvirket i over 30 film. Hun er mest kendt for sine roller i film af Kevin Smith, specielt Chasing Amy.
Adams slog igennem i 1993 i Richard Linklaters film Dazed and Confused, en film som også havde skuespillere som Ben Affleck, Milla Jovovich, Matthew McConaughey og Adam Goldberg på rollelisten.
Men det var med Chasing Amy i 1997 at Adams vagte kritikerenes begejstring for portrættet af en lesbisk kvinde, der bliver forelsket i en mand. Instruktøren Kevin Smith, som datede Adams, har sagt at filmen er skrevet ud fra erfaringer han havde med Adams.
For rollen blev Adams belønnet både med en Chicago Film Critics Award og en Las Vegas Film Critics Society Award for bedste nykommer. Hun blev også nomineret til en Golden Globe for bedste kvindelige rolle i en komedie/musikal. Adams skrev også sangen «Alive» som hun fremførte i filmen.
Efter rollen som Adam Sandlers kæreste i Big Daddy, gik karrieren nedover med nogen flopper som Beautiful og In the Shadows, eller med små roller i små film.
Der er blevet spekuleret i om Adams' uvanlige, tynde stemme har hindret hende i at nå længere i Hollywood. Til dette har hun svaret «It's not a normal voice. It doesn't fit into people's preconceptions about what a woman's voice should sound like. My mom doesn't think I have an unusual voice, though. I'm sure it's helped me get some roles. But Chasing Amy I almost didn't get. There was concern the voice would grate on some people, which some critics said it did.»
I 2006 havde Adams premiere på sin instruktørdebut Come Early Morning under Sundance Film Festival, en film hun også har skrevet. I filmen medvirker Ashley Judd, Jeffrey Donovan, Diane Ladd, Tim Blake Nelson og Laura Prepon. Hun medvirker også i The Break-Up, med Jennifer Aniston og Vince Vaughn.